# Agalychnis moreletii
Agalychnis moreletii är en groddjursart som först beskrevs av Duméril 1853.  Agalychnis moreletii ingår i släktet Agalychnis och familjen lövgrodor. IUCN kategoriserar arten globalt som akut hotad. Inga underarter finns listade i Catalogue of Life.

## Bildgalleri

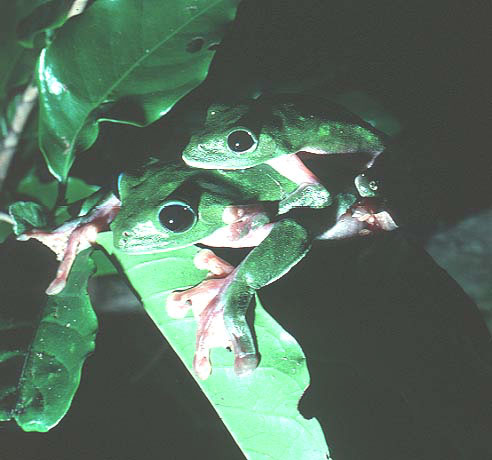
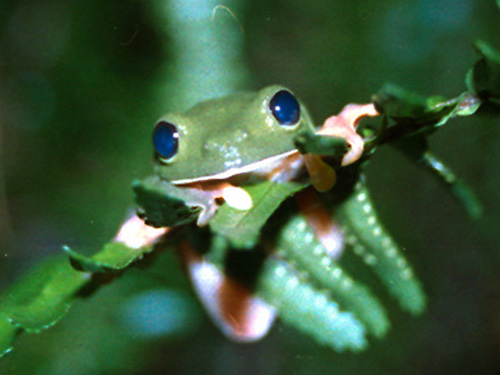
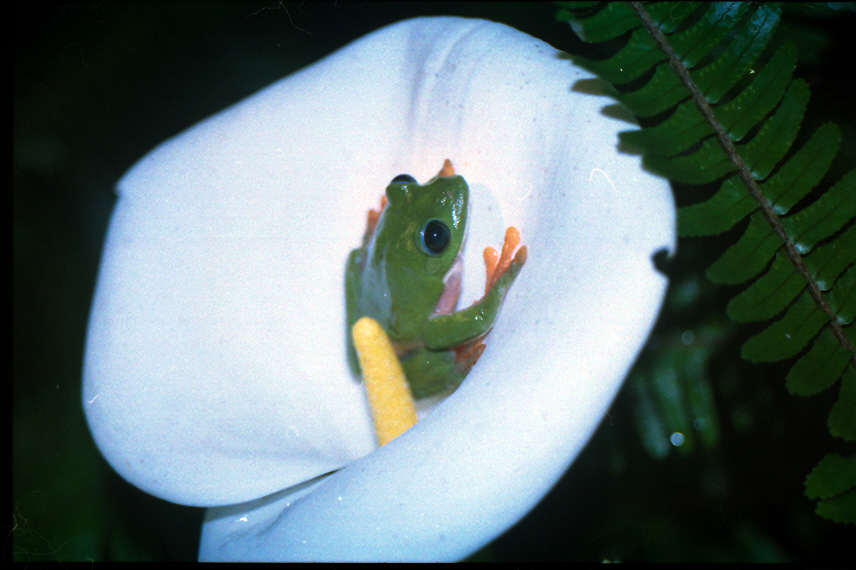
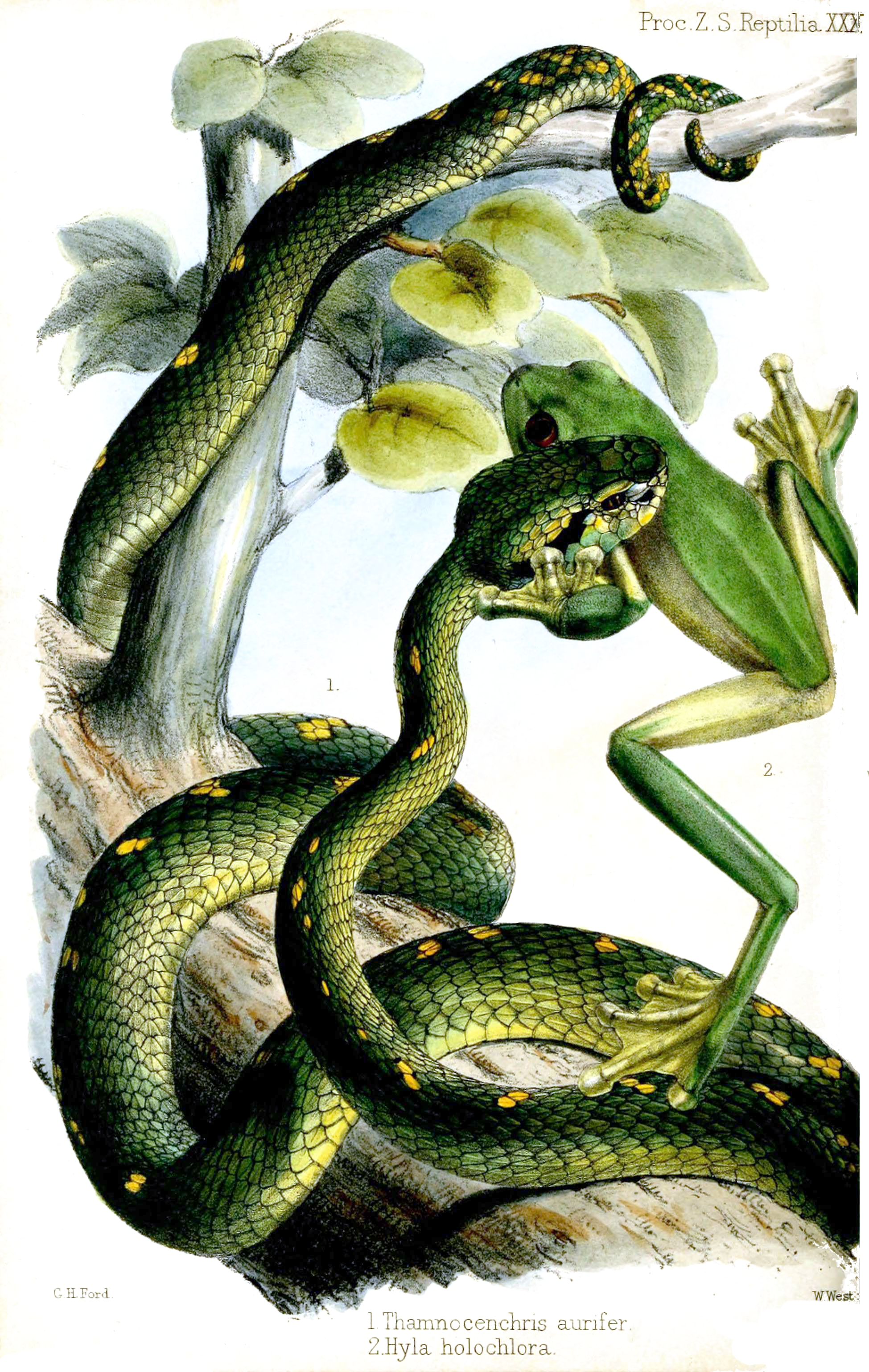
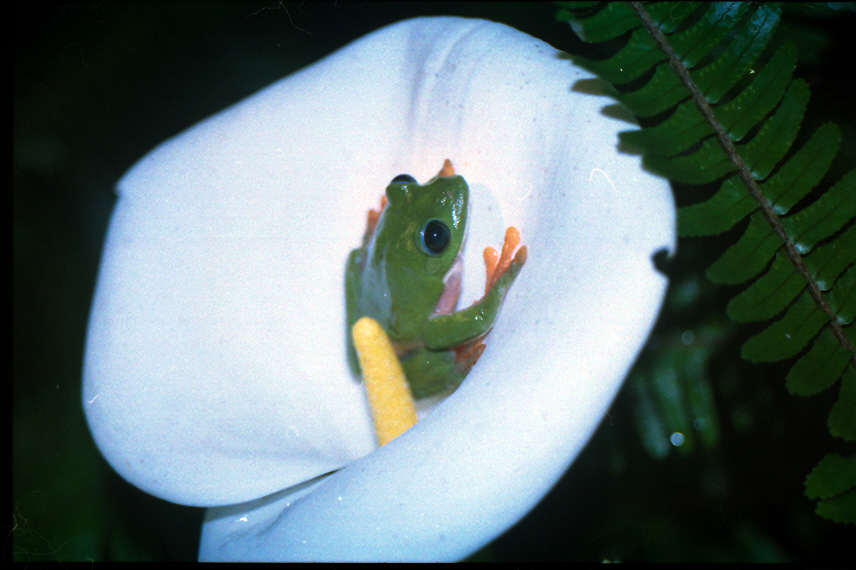